# Frank Hadow
Pour les articles homonymes, voir Hadow.
Frank Patrick Francis Hadow, né le 24 janvier 1855 à Regent's Park et mort le 29 juin 1946 à Bridgwater, est un planteur de Ceylan et un joueur de tennis britannique, célèbre pour avoir remporté le tournoi de Wimbledon. Avec Roger Federer , ils sont les seuls joueurs ayant remporté Wimbledon sans perdre un set.
Il passait ses vacances à Londres en (1878) qui il accompagna ses sœurs à Wimbledon. Il s'inscrivit au tournoi et le remporta sans perdre une seule manche. Son arme principale était le lob, que personne n'utilisait jusque-là. En finale, il dérouta complètement son adversaire Spencer Gore, qui était un attaquant perpétuellement au filet.
Hadow retourna à Ceylan et ne défendit pas son titre. Il vécut jusqu'à 91 ans mais ne joua jamais plus au tennis.

## Palmarès (partiel)

### Titres en simple
|   | Date | Nom et lieu du tournoi       | Cat.      | ($) | Surf.        | Finaliste    | Score         |          |
| 1 | 1878 | The Championships, Wimbledon | G. Chelem |     | Herbe (ext.) | Spencer Gore | 7-5, 6-1, 9-7 | Parcours |

### Finales de simple perdues
aucune

### Titres en double
aucun

### Finales en double
aucune

### Titres en double mixte
aucun

### Finales en double mixte
aucune